# Jusos
A Jusos, vagy Jungsozialistinnen und Jungsozialisten in der SPD (magyarul am. „Ifjú Szocialisták az SPD-ben”) Németország Szociáldemokrata Pártjának (SPD) az ifjúsági szervezete.
A Jusos általában véve baloldalibb az anyapártnál és gyakran kritizálja a vezető német politikusokat pártszínezettől függetlenül. Ideológiáját tekintve a Jusos szocialista, az 1980-as években még marxista szárnyai is voltak.
A Jusos elnöke jelenleg (2023) Phillip Türmer. Majdnem hetvenezer bejegyzett tagja van, több, mint a harmadik legnagyobb német párt, az FDP teljes tagsága.

## Külső hivatkozások
- Hivatalos honlap (németül)